# Antoni Igual Úbeda
Antoni Igual Úbeda (València, 1907 - 1983) fou un escriptor i intel·lectual valencià.
Nascut a la ciutat de València, es va llicenciar en filosofia i lletres en 1927. Fou professor auxiliar de la càtedra d'Història de l'Art i de l'Institut-Escola de València. Durant la Segona República Espanyola fou membre de l'Agrupació Valencianista Republicana i vocal de la junta d'Acció Cultural Valenciana, escindint-se en 1935 amb la fundació de Nova Germania (amb Josep Cano Marqués i Enric Bastit).
El 1939 fou director en funcions del Centre de Cultura Valenciana, i durant un temps no fou represaliat pels franquistes. Però el 1945 fou empresonat com a membre de la Unión de Intelectuales Libres a la Model de València i a Carabanchel fins al 1947. El 1949 ingressà al Servei d'Estudis Artístics de la Institució Alfons el Magnànim, i el 1956 una llei del ministre Joaquín Ruiz-Giménez Cortés li permeté de tornar a treballar com a professor a l'Institut José de Ribera de Xàtiva. Participà en els cursos de llengua de Lo Rat Penat, i el 25 de gener de 1964 pronunciaria el discurs València i els valencians, on s'oposaria a les tesis del llibre de Joan Fuster Nosaltres, els valencians.

## Obres
Antoni Igual va escriure les següents obres:
- Diccionario biográfico de escultores valencianos del siglo XVIII (1933)
- Històries del País Valencià (1937)[1]
- El Siglo de Oro (1951)
- Juan Lorenzo (1953)
- La España de los Reyes Católicos (1954)
- Historiografía del arte valenciano (1956)
- El gremio de plateros (1956)
- La llengua materna (1957)
- Història de Lo Rat Penat (1959)
- Delers de jovença (1961)
- València i els valencians (1964)[3]
- Escultores valencianos del siglo XVIII en Madrid (1968)
- José Esteve Bonet, imaginero valenciano del siglo XVIII (1971)
- Juan Luis Vives (1977)